# Richard Cawthorne
Richard Cawthorne es un actor y productor australiano, conocido por haber interpretado a Dennis Allen en la serie Killing Time.

## Biografía
Richard es hijo del actor Russell Cawthorne y la periodista Zelda Pakula-Cawthorne.
Su primo es el político Martin Pakula.
Nació en Hong Kong, pero de pequeño se mudó con su familia a Australia.
En 1999 se graduó del "National Theatre Drama School".

## Carrera
En el 2000 interpretó a Mick Prentice en el episodio "Brilliant Lies", más tarde apareció de nuevo en el 2003 esta vez interpretando a Mark "Weasel" Burridge.
En el 2001 interpretó a Bradley Eckhardt en los episodios "Falling: Part 1 & 2", más tarde dio vida a Scott Dixon durante el episodio "Good and Evil: Part One" y tres años después en el 2006 a Bryan McKean.
Entre el 2005 y el 2006 apareció como invitado en varios episodios de la popular serie australiana Neighbours donde interpretó al criminal Reuben "Roo" Hausman.
En el 2011 interpretó a Joe Hadden en la serie policíaca Rush, previamente apareció por primera vez en la serie en el 2010 donde interpretó a Novak en el episodio # 2.14. Ese mismo año interpretó al criminal Dennis "Mr Death" Allen en la serie Killing Time junto a David Wenham, Colin Friels y Diana Glenn.
En el 2012 interpretó al criminal y asesino Vlad en la serie The Straits, quien muere luego de ser devorado por unos cocodrilos luego de pelear con los hermanos Montebello después de que estos descubrieran que Vlad intento matar a su padre, Harry Montebello.
Ese mismo año en mayo apareció en la miniserie Bikie Wars: Brothers in Arms donde interpretó al motociclista Foggy, miembro de la banda de "Los Comancheros".
En el 2013 se unió al elenco de la serie Underbelly: Squizzy, donde dio vida a Harry "Long Harry" Slater. La cual fue la sexta temporada de la serie Underbelly.
En el 2014 se unió al elenco de la miniserie Fat Tony & Co donde interpretó al agente de la policía federal de Australia Jarrod Ragg.
En el 2016 apareció como invitado en la primera temporada de la miniserie de terror Wolf Creek donde interpretó a Kane, un hombre que intenta propasarse con Eve (Lucy Fry), por lo cual ella termina disparándole lo que le causa la muerte.

## Filmografía

### Series de televisión
| Año         | Serie                        | Personaje              | Notas                                         |
| ----------- | ---------------------------- | ---------------------- | --------------------------------------------- |
| 2016        | Wolf Creek                   | Kane                   | 2 episodios - miniserie                       |
| 2016        | Jack Irish                   | Fraser Boyd            | 4 episodios                                   |
| 2014        | Fat Tony & Co                | Jarrod Ragg            | 9 episodios                                   |
| 2013        | Underbelly: Squizzy          | "Long Harry" Slater    | 4 episodios                                   |
| 2012        | Bikie Wars: Brothers in Arms | Robert "Foggy" Lane    | 6 episodios - miniserie                       |
| 2012        | Australia on Trial           | Russell                | episodio "Massacre at Myall Creek"            |
| 2012        | The Straits                  | Vlad                   | 2 episodios                                   |
| 2011        | Rush                         | Joe Hadden             | 3 episodios                                   |
| 2011        | East West 101                | Sterling               | episodio "Behold a Pale Horse"                |
| 2011        | Killing Time                 | Dennis Allen           | 4 episodios                                   |
| 2010        | The Pacific                  | Perle                  | miniserie                                     |
| 2009        | City Homicide                | Harry Bolingbroke      | episodio "Hot House"                          |
| 2008        | East of Everything           | Conductor              | episodio "Save Me Some Scones"                |
| 2008        | Canal Road                   | Greg Manor             | episodio # 1.1                                |
| 2006        | Nightmares & Dreamscapes     | Conductor              | episodio "You Know They Got a Hell of a Band" |
| 2006        | Blue Heelers                 | Bryan McKean           | 2 episodios                                   |
| 2005 - 2006 | Neighbours                   | Reuben "Roo" Hausman   | 11 episodios                                  |
| 2003        | Stingers                     | Mark "Weasel" Burridge | episodio "Practice of Deceit"                 |
| 2000        | Eugenie Sandler P.I.         | Sammy                  | 3 episodios                                   |

### Películas
| Año  | Películas                        | Personaje             | Notas |
| ---- | -------------------------------- | --------------------- | --- |
| 2018 | Upgrade                          | Serk                  | |
| 2012 | 10Terrorists                     | Oficial del MI6       | junto a Louise Crawford, Leah de Niese, Sachin Joab & Kate Kendall                                        |
| 2011 | Sidekick                         | Ant                   | corto - junto a Nick Bolton, Louise Crawford, Mac Gudgeon, Mike McLeish & Georgii Speakman                |
| 2010 | Leather                          | Roger                 | cortometraje                                                                                              |
| 2010 | Tethered                         | Hombre con Cuchillo   | corto - junto a John Brumpton, Steven Fleming & Eryn-Jean Norvill                                         |
| 2007 | Noise                            | Kermond               | corto - junto a Brendan Cowell, Richard Pyros, Georgia Bolton, Kylie Trounson, Nicholas Bell & Katie Wall |
| 2005 | The Glenmoore Job                | Oficial Danoz         | junto a Saskia Burmeister, Simon Lyndon, Ferdinand Hoang & Fletcher Humphrys                              |
| 2003 | The Rouseabout                   | Henry Blake/Harry Lee | corto - junto a Tom Budge, Max Fairchild & Cassandra Magrath                                              |
| 2003 | Razor Eaters                     | Zach                  | junto a Paul Moder, Fletcher Humphrys & Angus Sampson                                                     |
| 2001 | The Heisenberg Principle         | Hombre                | cortometraje                                                                                              |
| 2001 | Sparky D Comes to Town           | Stevo                 | corto - junto a Samuel Johnson, Matthew Dyktynski & Petra Yared                                           |
| 2001 | Halifax f.p: The Scorpion's Kiss | Gary Groom            | junto a Rebecca Gibney, William McInnes & Suzi Dougherty                                                  |
| 2000 | Wild Mouse                       | Wil                   | junto a Chris Wallace                                                                                     |

### Productor
| Año  | Películas     | Notas                                              |
| ---- | ------------- | -------------------------------------------------- |
| 2008 | The Countdown | corto - productor & escritor del diálogo adicional |

### Teatro
| Año  | Obra                       | Personaje     | Director (a)    | Teatro                    | Notas                                                                     |
| ---- | -------------------------- | ------------- | --------------- | ------------------------- | ------------------------------------------------------------------------- |
| 2010 | Nil, Cat and Buried        | Cat           | Alice Bishop    | The Dog Theatre           | junto a Natalie Carr, David Kambouris & Elizabeth Thomson                 |
| 2007 | The Glory                  | -             | Aidan Fennessy  | -                         | junto a Kim Gyngell, Belinda McLory, Deidre Rubenstein & Louise Siversen  |
| 2005 | Vincent in Brixton         | Sam           | Jonathan Messer | Red Stitch Actors Theatre | junto a Saskia Post & Adam Hunter                                         |
| 2005 | The Pugilist Specialist    | Coronel Johns | Greg Carroll    | Red Stitch Actors Theatre | junto a Kate Cole, Dion Mills & Kenneth Ransom                            |
| 2004 | The Night Heron            | Royce         | Martin White    | Red Stitch Actors Theatre | junto a Kate Cole, Adam Hunter, Dion Mills & David Whiteley               |
| 2004 | Under the Whaleback        | Darrell       | Eddy Knight     | Red Stitch Actors Theatre | junto a Daniel Frederiksen, Don Halbert, Peter Stratford & David Whiteley |
| 2004 | Some Voices                | Dave          | Wayne Chapple   | Red Stitch Actors Theatre | junto a Brett Cousins, Laura Gordon, Dion Mills & David Whiteley          |
| 2003 | Raised in Captivity        | Kip           | Chris Kohn      | Red Stitch Actors Theatre | junto a Verity Charlton, Kate Cole, Olivia Connolly & Dion Mills          |
| 2003 | Jesus Hopped the "A" Train | Valdez        | Peter Evans     | Red Stitch Actors Theatre | junto a Kenneth Ransom, Vince Mille, Kate Cole & Dion Mills               |
| -    | The Hobbit                 | -             | -               | -                         | -                                                                         |
| -    | A Midsummer Nights Dream   | -             | -               | -                         | -                                                                         |
| -    | The Dam                    | -             | -               | -                         | -                                                                         |
| -    | Alcestis                   | -             | -               | -                         | -                                                                         |

## Premios y nominaciones
| Año  | Categoría                                            | Premio                   | Serie/Película | Resultado |
| ---- | ---------------------------------------------------- | ------------------------ | -------------- | --------- |
| 2012 | Best Guest or Supporting Actor in a Television Drama | AACTA Award              | Killing Time   | Ganador   |
| 2005 | Best Actor                                           | Shriekfest Film Festival | Razor Eaters   | Ganador   |